# Очаповский, Михаил Николаевич
Михаил Николаевич Очаповский (пол. Michał Oczapowski; 1788 — 9 января 1854, Варшава) — российский польский агроном

 и преподаватель, профессор Императорского Варшавского университета, научный писатель.

## Биография
Родился 18 (29) мая 1788 года в имении Потейки (Poczeiki), около Новогрудка. В семье также родились сыновья Ян и Антон Очаповские. 
Окончил Слуцкую гимназию и в 1812 году — физико-математический факультет в Виленском университете, получив учёную степень доктора философии. В 1812—1819 годах управлял имуществом барона Ренне в литовских губерниях и Царстве Польском, внедряя в них новшества сельскохозяйственной экономики. В это время он опубликовал свою первую научную работу в издании «Dziennik Wileński». Предпринимал усилия по занятию кафедры биологических наук в Виленском университете (вакантной с 1803 года).
В 1819 году он занимался практической научной работой под руководством А. Тэера в Могилёвской сельскохозяйственной академии. В 1820—1821 годах Очаповский, на средства комиссии народного просвещения Царства Польского, находился в научной командировке, побывав в Германии, Нидерландах, Франции и Великобритании.
С 1822 года состоял профессором сельского хозяйства в Виленском университете до его закрытия в 1832 году. В течение этого времени наряду с лекциями в университете он проводил сельскохозяйственные эксперименты в хозяйствах, принадлежащих университету, опубликовал ряд научно-исследовательских работ и руководств по различным отраслям сельского хозяйства (в том числе по рациональной обработке и переработке льна и конопли). С 1828 года был визизатором гимназий и других училищ в Вильне, а с 1829 по 1834 годы был цензором в Виленском цензурном комитете.
В 1834 году он переехал в Варшаву, где был сначала назначен администратором имений, принадлежащих Маримонтскому институту-«агрономии», а затем, 27 ноября 1835 года был назначен директором этого института. И после его переименования в Институт сельского хозяйства и лесоводства  оставался директором до 1853 года. Кроме этого, Очаповский был членом промышленного совета в высшей комиссии внутренних дел, членом-корреспондентом Учёного комитета Министерства государственных имуществ, членом Варшавского Воспитательного совета (с 1848 г.) и многих других учреждений и учёных обществ. В ноябре 1853 года М. Н. Очаповский, по расстроенному здоровью, вышел в отставку, а 21 января (2 февраля) 1854 года скончался в Варшаве и был похоронен в Вавржишеве, под Белянами (близ Варшавы). 
Его сын, Иосиф Богдан Очаповский, преподавал на факультете права и администрации Ягеллонского университета до 1876 года.

## Память
С 1962 одна из улиц в Белянах названа в его честь. В 1974 году научная сессия факультета сельскохозяйственного и лесохозяйственного наук и Академии экономики сельского хозяйства Комитет представил предложение о создании медалью им. Майкл Oczapowskiego, где они будут вознаграждены с ведущими учеными в области сельскохозяйственных наук. По случаю 200-летия со дня рождения Михаила Очаповского в 1988 году на заседании факультета сельскохозяйственных и лесохозяйственных наук была присуждена первая медаль его имени. Его имя носит Центральная сельскохозяйственная библиотека в Варшаве.
Из многочисленных сочинений Михаила Очаповского наиболее известные: «Zasady agronomii czyli nauka о gruntach» (Вильно, 1819), «Zasady chemii rolniczej» (Вильно, 1819), «О roli, jéj uprawie i pielęgnowaniu rošlin gospodarskich» (там же, 1825), «Rzut oka na teraźniejszy Stan gospodarstwa w klimacie pólnocnym» (2 тома, там же, 1828), «Gospodarstwo wiejskie» (там же, 1835—1846; 2-е издание — 1848), дополненное по смерти автора двумя томами под заглавием «Nauka ekonomii czyli zarządu gospodarstwa» (1857).